# Line (singolo)
Line è un singolo del gruppo musicale lettone Triana Park, scritto e composto da Agnese Rakovska, Kristaps Ērglis e Kristians Rakovskis e pubblicato il 10 gennaio 2017 su etichetta discografica Krap Records.

## Descrizione
I Triana Park hanno presentato Line a Supernova 2017, il processo di selezione per scegliere il rappresentante lettone per l'Eurovision Song Contest 2017. Dopo aver passato sia i quarti di finale che la semifinale grazie al voto del pubblico, nella finale del 26 febbraio 2017 i Triana Park sono stati proclamati vincitori del voto del pubblico composto da televoto, voto online e ascolti su Spotify, e quindi della selezione. La settimana successiva all'evento sono stati pubblicati i risultati dettagliati, ed è emerso che hanno vinto la competizione con il 51,56% dei voti, arrivando primi negli ascolti su Spotify (36,07%), nel voto online (60,74%) e nel televoto (57,87%).
I Triana Park canteranno nella prima semifinale sul palco dell'Eurovision che si terrà il 9 maggio 2017 a Kiev, in Ucraina, scontrandosi con altri 17 partecipanti per conquistare uno dei dieci biglietti per la finale del 13 maggio.

## Tracce
Download digitale
1. Line – 3:06